# 유우나미 케이
유우나미 케이(일본어: 優波 慧 ゆうなみ けい[*], 6월 7일 - )는 전 다카라즈카 가극단 하나구미 남역 스타이다.
도쿄도 오오타구, 덴엔쵸후후타바 고등학교 출신이다. 키 170cm, 애칭은 "유-나미", "오니이"이다.

## 약력
2008년, 다카라즈카 음악학교에 입학하였다.
2010년, 다카라즈카 가극단 96기생으로 입단. 입단 시 성적은 4등. 츠키구미 공연 『THE SCARLET PIMPERNEL』로 초무대. 그 후, 하나구미에 배속되었다.
2016년, 「ME AND MY GIRL」로 아야키 히카리와 더블 캐스트로 신인공연 첫 주연. 신인공연 최종학년이자 마지막 찬스인 입단 7년차에 발탁이었다.
2022년 2월 6일, 유즈카 레이ㆍ호시카제 마도카 톱콤비 대극장 오히로메 공연 「겐로쿠 바로크로크／The Fascination!」 도쿄 공연 천추락을 기해, 다카라즈카 가극단을 퇴단하였다.